# القواعد النموذجية الدنيا لمعاملة السجناء

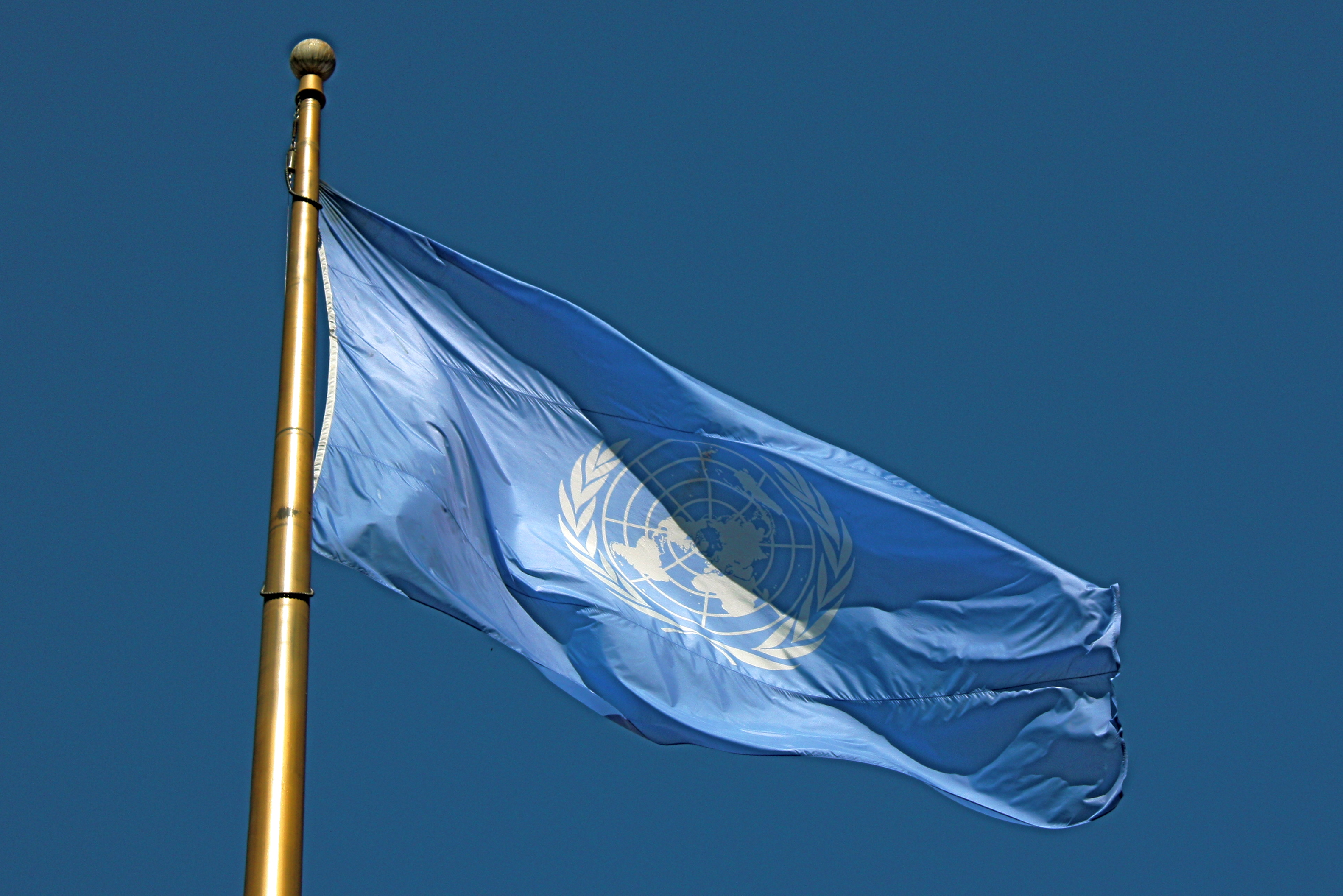
علم الأمم المتحدة

قواعد الأمم المتحدة النموذجية الدنيا لمعاملة السجناء التي اعتمدتها الجمعية العامة للأمم المتحدة في 17 ديسمبر 2015 بعد عملية مراجعة استمرت خمس سنوات. تُعرف باسم قواعد مانديلا تكريماً لرئيس جنوب إفريقيا السابق، نيلسون مانديلا. تتكون قواعد مانديلا من 122 "قاعدة". ليست كلها قواعد، لكن بعضها مبادئ مثل المساواة المؤسسية وفلسفة الحبس.

## خلفية
تم اعتماد القواعد لأول مرة في 30 أغسطس 1955 خلال مؤتمر الأمم المتحدة لمنع الجريمة ومعاملة المجرمين، الذي عقد في جنيف، ووافق عليها المجلس الاقتصادي والاجتماعي في قراري 31 يوليو 1957 و13 مايو 1977.
منذ اعتمادها من قبل المجلس الاقتصادي والاجتماعي في عام 1957، كانت القواعد النموذجية الدنيا لمعاملة السجناء بمثابة المعايير الدنيا المعترف بها عالميًا لمعاملة السجناء. على الرغم من طبيعتها غير الملزمة قانونًا، كانت القواعد مهمة في جميع أنحاء العالم كمصدر للتشريعات الوطنية ذات الصلة وكذلك للإرشادات العملية لإدارة السجون. وتوفر مبادئ توجيهية للقانون الدولي والمحلي للمواطنين المحتجزين في السجون وغيرها من أشكال الاحتجاز. المبدأ الأساسي الموصوف في المعيار هو أنه "لن يكون هناك تمييز على أساس العرق أو اللون أو الجنس أو اللغة أو الدين أو الرأي السياسي أو غير السياسي أو الأصل القومي أو الاجتماعي أو الملكية أو المولد أو أي وضع آخر".

## الإطار العام
يحتوي الجزء الأول على قواعد التطبيق العام. يحتوي على معايير تحدد ما هو مقبول بشكل عام على أنه ممارسات جيدة في معاملة السجناء وإدارة المؤسسات العقابية. على وجه التحديد، فإنه يغطي القضايا المتعلقة بما يلي: الحد الأدنى من معايير الإقامة (القواعد من 12 إلى 17)؛ النظافة الشخصية (18)؛ الملابس  والمفروشات (19 إلى 21)؛ الطعام (22)؛ التمرين (23)؛ الخدمات الطبية (24 إلى 35)؛ التأديب والعقاب (36 إلى 46)؛ استخدام أدوات التقييد (47 إلى 49)؛ الشكاوى (54 إلى 57)؛ الاتصال بالعالم الخارجي (58 إلى 63)؛ توافر الكتب (64)؛ الدين (65 و66)؛ الاحتفاظ بممتلكات السجناء (67)؛ الإخطار بالوفاة أو المرض أو النقل (68 إلى 70)؛ إبعاد السجناء (73)؛ جودة وتدريب موظفي السجون (74 إلى 82)؛ وتفتيش السجون (83 إلى 85).
يحتوي الجزء الثاني على قواعد تنطبق على فئات مختلفة من السجناء بما في ذلك أولئك الذين صدرت بحقهم أحكام. يحتوي على عدد من المبادئ التوجيهية (86 إلى 90)؛ علاج (إعادة تأهيل) السجناء (91 و 92)؛ التصنيف والتفرد (93 و 94)؛ الامتيازات (95)؛ العمل  (96 إلى 103)؛ التعليم والترفيه (104 و105)؛ العلاقات الاجتماعية والرعاية اللاحقة (106 إلى 108). يحتوي الجزء الثاني أيضًا على قواعد تتعلق بالسجناء الموقوفين أو الذين ينتظرون المحاكمة (يشار إليها عمومًا باسم "الحبس الاحتياطي")، وقواعد خاصة بالسجناء المدنيين (للبلدان التي يسمح فيها القانون المحلي بالسجن بسبب الديون، أو بأمر من محكمة لأي عملية أخرى غير جنائية) وقواعد الأشخاص الموقوفين أو المحتجزين بدون تهمة.

## عملية المراجعة
طلبت الجمعية العامة، في عام 2010، من لجنة منع الجريمة والعدالة الجنائية إنشاء فريق خبراء حكومي دولي مفتوح العضوية لتبادل المعلومات بشأن تنقيح القواعد النموذجية الدنيا بحيث تعكس أوجه التقدم في العلوم الإصلاحية وأفضل الممارسات. وسلطت الجمعية العامة الضوء كذلك على عدد من المبادئ التي ينبغي أن توجه عملية المراجعة المستمرة، بما في ذلك (أ) أي تغييرات في القواعد النموذجية الدنيا لا ينبغي أن تخفض أي من المعايير الحالية، ولكن ينبغي تحسينها بحيث تعكس التقدم في الإصلاحيات والممارسات الجيدة، من أجل تعزيز السلامة والأمن والظروف الإنسانية للسجناء؛ وأن (ب) تحافظ عملية المراجعة على النطاق الحالي لتطبيق القواعد النموذجية الدنيا لمعاملة السجناء ، وأن تستمر في مراعاة الفروق الاجتماعية والقانونية والثقافية ، وكذلك التزامات حقوق الإنسان للدول الأعضاء.

## اعتماد قواعد نيلسون مانديلا

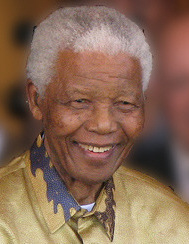
نيلسون مانديلا ، 2008

في كانون الأول / ديسمبر 2015 ، اعتمدت الجمعية العامة القرار 70/175 المعنون "قواعد الأمم المتحدة النموذجية الدنيا لمعاملة السجناء (قواعد مانديلا)". تمت إضافة الإشارة ليس فقط اعترافًا بالدعم الكبير الذي قدمته جنوب إفريقيا لعملية المراجعة ، ولكن أيضًا لتكريم نيلسون مانديلا ، الذي قضى 27 عامًا في السجون في سياق نضاله من أجل الديمقراطية وتعزيز ثقافة السلام. وبناءً على ذلك ، قررت الجمعية العامة أيضًا تمديد نطاق يوم نيلسون مانديلا الدولي (18 يوليو) لاستخدامه أيضًا من أجل تعزيز ظروف السجن الإنسانية ، وزيادة الوعي حول كون السجناء مجموعة فرعية متجاورة من المجتمع ، وتقدير قيمة عمل موظفي السجن كخدمة اجتماعية ذات أهمية.

## روابط خارجية
- الجمعية العامة للأمم المتحدة تعتمد القواعد المنقحة
- القواعد النموذجية الدنيا لمعاملة السجناء
- القواعد النموذجية الدنيا لمعاملة السجناء (نصوص متعددة اللغات بواسطة منظمة الإصلاح الجنائي الدولية )